# Riddim Driven: Hi Fever
Riddim Driven: Hi Fever jest dwudziestą szóstą składanką z serii Riddim Driven. Została wydana w czerwcu 2002 na CD i LP. Album zawiera piosenki nagrane na riddimie "Hi Fever" stworzonym przez Cargilla "Mr. Doo" Lawrence'a and Rickiego "Mad Man" Myrie'a.

## Lista
1. "Hot Gal" - Buju Banton, George Nooks
2. "After All" - Bounty Killer
3. "Stay Longer" - Sizzla
4. "Family Ram" - Elephant Man
5. "War Now" - Danny English
6. "Right Away" - Capleton
7. "Gal Jump Around" - Sean Paul
8. "Big World Cup" - Anthony B
9. "What Dem A Go Do" - Frisco Kid
10. "No Money No Ride" - Lukie D
11. "She Want It" - Red Fox, Mr. Easy
12. "Head Back" - Mad Cobra
13. "Hum Die" - Tanto Metro, Devonte
14. "Big Chat" - Lexxus
15. "Love Someone" - Wayne Wonder
16. "Some Gal" - Lisa Morgan
17. "Hi Fever Riddim Version"